# ヨハネ書簡
ヨハネ書簡（ヨハネしょかん）またはヨハネの手紙（ヨハネのてがみ）は、新約聖書の正典のうち、『ヨハネの手紙一』『ヨハネの手紙二』『ヨハネの手紙三』（以下、便宜上「第一書」「第二書」「第三書」）を指す総称。『ヤコブの手紙』や『ユダの手紙』などとともに公同書簡に分類される。また、『ヨハネによる福音書』（以下、ヨハネ福音書）、『ヨハネの黙示録』とともにヨハネ文書と総称されることもある。3書簡の著者は伝承上使徒のヨハネとされるが、高等批評の立場からは、「ヨハネ共同体」などと仮称される思想集団に属する者（たち）によって書かれたと考えられている。

## 概要
ヨハネ書簡は5章から成る第一書が最も長いが、残る2通はいずれも章分けがなされていない短いものである。第一書には著者名がなく、第二書・第三書には「長老」とだけ書かれている。これらは伝承上は使徒ヨハネに帰せられてきたが、特に第二書・第三書については古代から異説があった。いずれにしても、1世紀末から2世紀初頭に、「ヨハネ共同体」などと仮称される思想集団から発した文書であり、共同体の分裂などを背景にしているとされている。
第一書、第二書では仮現論的な思想が異端として退けられ、反キリスト（たち）として厳しく批判されている。第三書でも「長老」とディオトレフェスという人物の対立が見られるが、その背景が第一書、第二書と同じかには議論があり、むしろ教会制度の過渡期を伝えるという側面から評価されるようになっている。

## 著者

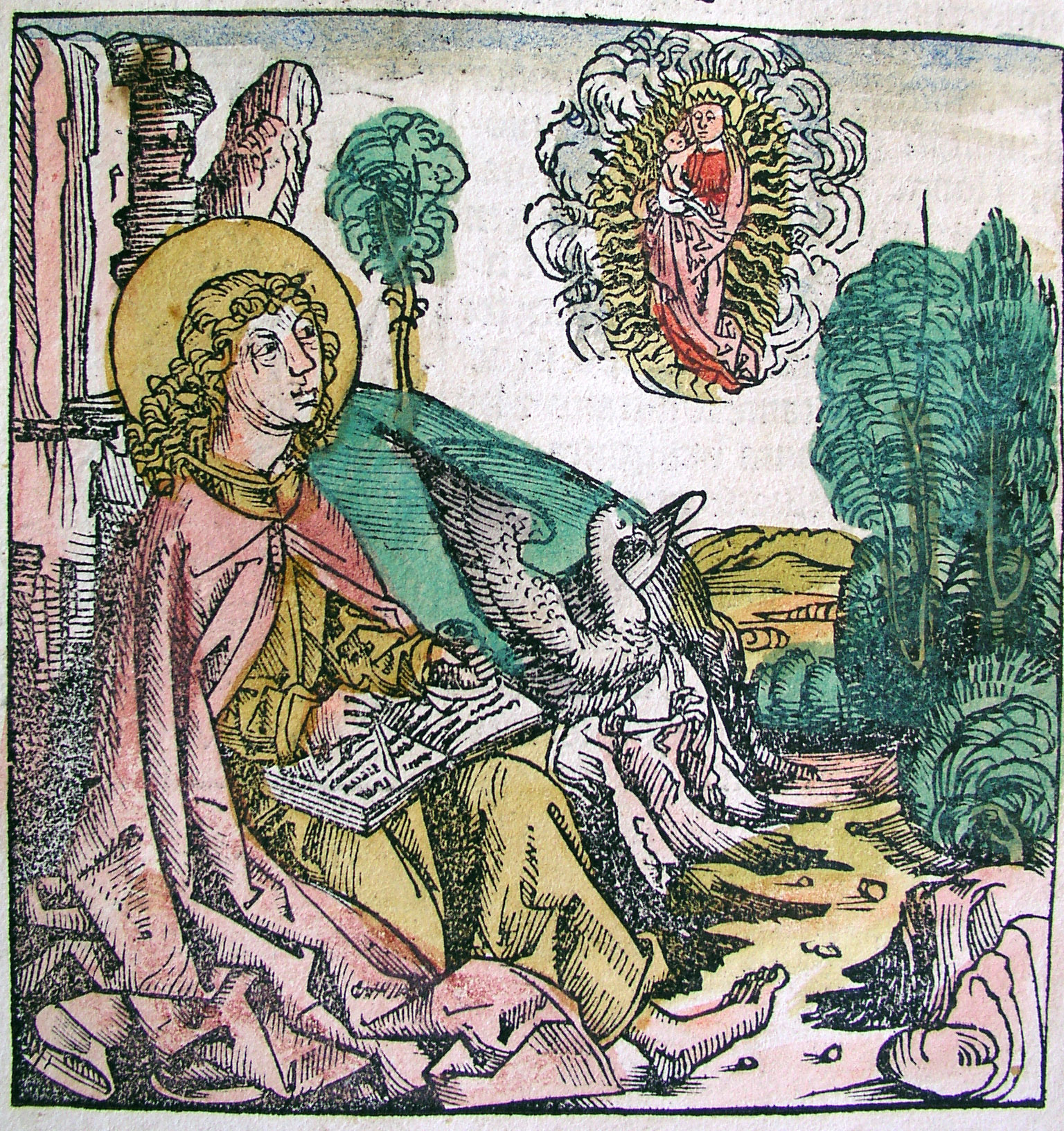
使徒ヨハネ（『ニュルンベルク年代記』）

第一書には著者名は一切記載されていないが、ヨハネ福音書との思想的共通性が指摘されている。第二書と第三書はともに「長老」と名乗る人物によって書かれており、特に第一書と第二書は思想的共通性が見られる。これらの無記名の書簡を最初に使徒ヨハネと結びつけたのは2世紀後半のエイレナイオスである（ただし、第一書・第二書のみで、第三書への言及はない）。のちに4世紀のエルサレムのキュリロス、ナジアンゾスのグレゴリオスらが3書簡全てについて使徒ヨハネの作とした。現代でもカトリックのバルバロ訳聖書およびフランシスコ会訳聖書、また福音派の『新聖書辞典』、『新実用聖書注解』など、この見解を採る文献は少なからず存在する。これらの立場では、第二書と第三書の著者が「長老」としか名乗っていないことも、それだけで誰が書いたか認識される権威ある存在、すなわちヨハネが書いたことの傍証とされている。
他方、高等批評の立場では、使徒ヨハネが書いたとは見なされていないが、思想的共通性から、いずれも「ヨハネ学派」、「ヨハネの教会」、「ヨハネ教団」、「ヨハネ共同体」などと仮称される思想集団から発したものと考えられている。ただし、3書簡が全て同一人物によると見る説（ヨハネス・シュナイダー、中村和夫など）、第一書だけ別で第二書と第三書が同じと見る説（宮内彰、大貫隆、土戸清など）、第一書と第二書が同じで第三書だけ別と見る説（田川建三など）があり、いずれか確定している状況にない。

### 長老ヨハネ
第二書・第三書の著者としては、古来、「長老ヨハネ」の名も挙がっている。長老ヨハネへの言及は2世紀のパピアスに遡る。パピアス自身の著書『主の言葉の説明』全5巻（130年 - 140年頃）は現存しないが、何人かの著書によって逸文が残されている。長老ヨハネへの言及は、エウセビオスが伝えている。
エウセビオスもこの引用の後に指摘しているように、ここには、他の使徒とともに列挙されているヨハネとは別に「長老ヨハネ」に言及している。ヒエロニムスは、その「長老ヨハネ」が第二書・第三書を執筆したという説に触れている。こうした見解はローマ教皇ゲラシウス1世（在位492年 - 495年）の名を冠した「ゲラシウスの教令」（実際の成立は6世紀と推定）所収の正典目録においても示されているが、これは教皇ダマスス1世の時のローマ教会会議（382年）の決定を伝えているとされる。
ただしパピアス自身は前半で言及している「主の弟子」たちのことも「長老たち」と呼び、「長老ヨハネ」についても「アリスティオンと長老ヨハネ、すなわち主の弟子たち」と言及するため、二度のヨハネの言及の際に明確に呼称を変えているわけではない。また、前半と後半は時制が異なるため、前半に言及される「かつて語った」使徒たちのうちパピアスのころにまだ「語っている」使徒がヨハネだけであったなどの可能性もあり、この断片だけでは長老ヨハネが使徒ヨハネと他に実在する証拠としては不足している。
現代では第二書・第三書にとどまらず、3書簡全てを長老ヨハネに帰する見解を中村和夫やシュナイダーが示しており、『旧約新約聖書大事典』でも同様の見解が採られているが、前述のようにこの人物についての証言は乏しく、結びつけるための明瞭な根拠があるわけではない。福音派のジョン・ストットは長老ヨハネとする説を批判し、パピアス断片を引用したエウセビオス自身が、パピアスの知性や教養に対する否定的評価を述べていたことを引き合いに出し、乏しい言及から二人のヨハネを見出すことの妥当性に疑問を呈するとともに、特に福音書と3書簡をすべて長老ヨハネに帰する場合、それほどの影響力を持った人物がパピアスの一言以外に記録が残っていないことの不自然さを指摘した。また、ストットは、古代において長老ヨハネ説がしばしば受け入れられた背景として、ヨハネ文書の中で異質なヨハネの黙示録を除外したいという動機から、使徒以外のヨハネを探していた論者たちがいたことにも触れている。

## 執筆年代
福音派の『新聖書辞典』では、80年代末から90年代初頭にエフェソ（エフェソス、エペソ）で作成されたという見解が有力説として挙げられている。
異なる立場をとる場合でも、3書簡がかなり近接した期間に作成されたという点に異論はない。その時期の下限となるのは、ポリュカルポスによる第一書の引用である。ポリュカルポスの手紙は状況証拠から推して117年ごろまでに書かれたと考えられているので、3書簡の登場はそれよりも前のことになる。上限については、ヨハネ福音書と第一書の関係が問題になる。第一書は思想的にヨハネ福音書と深い関連があるが、どちらが先なのかに議論がある。フランシスコ会訳聖書では、第一書よりも福音書の方が神学的に深められているという理由で、第一書の方が先に成立したとされている。この観点に立つと、ヨハネ書簡の成立は福音書が成立したと考えられる90年頃よりも少し前となる。
他方、第一書に福音書の叙述を元にした部分が少なくないことや、書簡にはヨハネ福音書に見られるユダヤ教との対立が見られず、共同体内の分裂が主題になっていることなどを基に、書簡の成立を福音書よりも後と見なす者たちもいる。その場合、3書簡は福音書よりも後となり、90年頃から117年頃までの間に絞れることになる。こうした立場に立つ大貫隆、小林稔らは110年頃と想定しており、小林が項目担当者となった上智学院の『新カトリック大事典』でもその見解が採られている。レイモンド・エドワード・ブラウンは『ヨハネによる福音書』が原著者と最終編集者によって書かれたという立場を採っており、その原著者の版（90年頃）の10年ほど後、しかし、最終編集者の版（おそらく100年を過ぎた頃）が出る前に3書簡が書かれたと想定した。文庫クセジュで新約聖書概説を担当したレジス・ビュルネは90年から110年の間と推定しており、土戸清もほぼ同様の時期と推測している。
チャールズ・ドッドは書簡に迫害への言及が見られないことから、96年から110年の間と推定した。そうした言及の欠如は、『ヨハネの黙示録』執筆の背景をなしているドミティアヌス帝の迫害の後であることをうかがわせるのである。他方で、ドッドは、もしも書簡がイエスの直弟子であったヨハネによって書かれたのなら、ドミティアヌス帝以前の可能性も想定できるとした。大幅に遡らせている例としては聖公会の聖職者ジョン・ロビンソンを挙げることが出来る。彼は60年から65年ごろに見積もっている。ハワード・マーシャルはかなり幅が広く60年代から90年代の間と推測した。

### 順序
第一書から第三書はそれほど隔たっていない時期に書かれたということで大方の意見が一致するが、どの順番に書かれたかには議論がある。宮内彰は第二書が第一書のダイジェスト版のように見えることから、第一書を踏まえて書かれ、第三書も第二書と同じ頃に書かれたと見ており、山内一郎も第一、二、三書の順に書かれたとしている。
フランシスコ会訳聖書では逆に、第一書が先に書かれていたなら、その要約版のような第二書が後で送られる意味が小さいとして、第二・第三書がほぼ同じ時期に書かれた後、第一書が書かれたとされている。松永希久夫も第二書が念頭に置いていたのは第三書で、第三、第二、第一の順に書かれたと見ている。
こうした意見の一方、大貫隆は推定される時期の近さから、そもそも厳格に順序を確定させようとする試み自体に否定的な見解を示しており、ジュディス・リュウも詳細な再構成の不可能性を指摘している。

## 執筆地
3書簡の著者を使徒ヨハネと見る立場では、伝承上、ヨハネが晩年を過ごしたとされるエフェソが有力視されている。それに対し、ヨハネ福音書について使徒ヨハネによるとする伝承を支持しない研究者たちが、シリア・パレスチナの境界地域での執筆を有力視するようになっていることを踏まえ、書簡も近い場所で執筆されたとする説が提示されている。また、ヨハネ書簡の初期の言及者であるスミュルナのポリュカルポスやヒエラポリスのパピアスの活動地域がいずれも小アジアに含まれることから、福音書の成立後にヨハネ共同体が小アジアに移動したとする説も提示されている。結果として、著者を使徒ヨハネと見ていない論者たちからも、エフェソあるいはそれを含む小アジアという推定が提示されることがあるが、ヴィリー・マルクスセンは、シリア説と小アジア説のいずれも「推測の域を出ない」と指摘している。

## 書簡の概要
第一書に比べると、第二書・第三書は明らかに短い。第二書・第三書をまとめて特に「ヨハネ小書簡」(Epistola Johannis minores) と呼ぶこともある。それらの短さは、パピルス1枚に収まるように書かれたためと推測されている。また、それらのいずれかは第一書の添え状として機能したと見る者たちもいる。

### ヨハネの手紙一

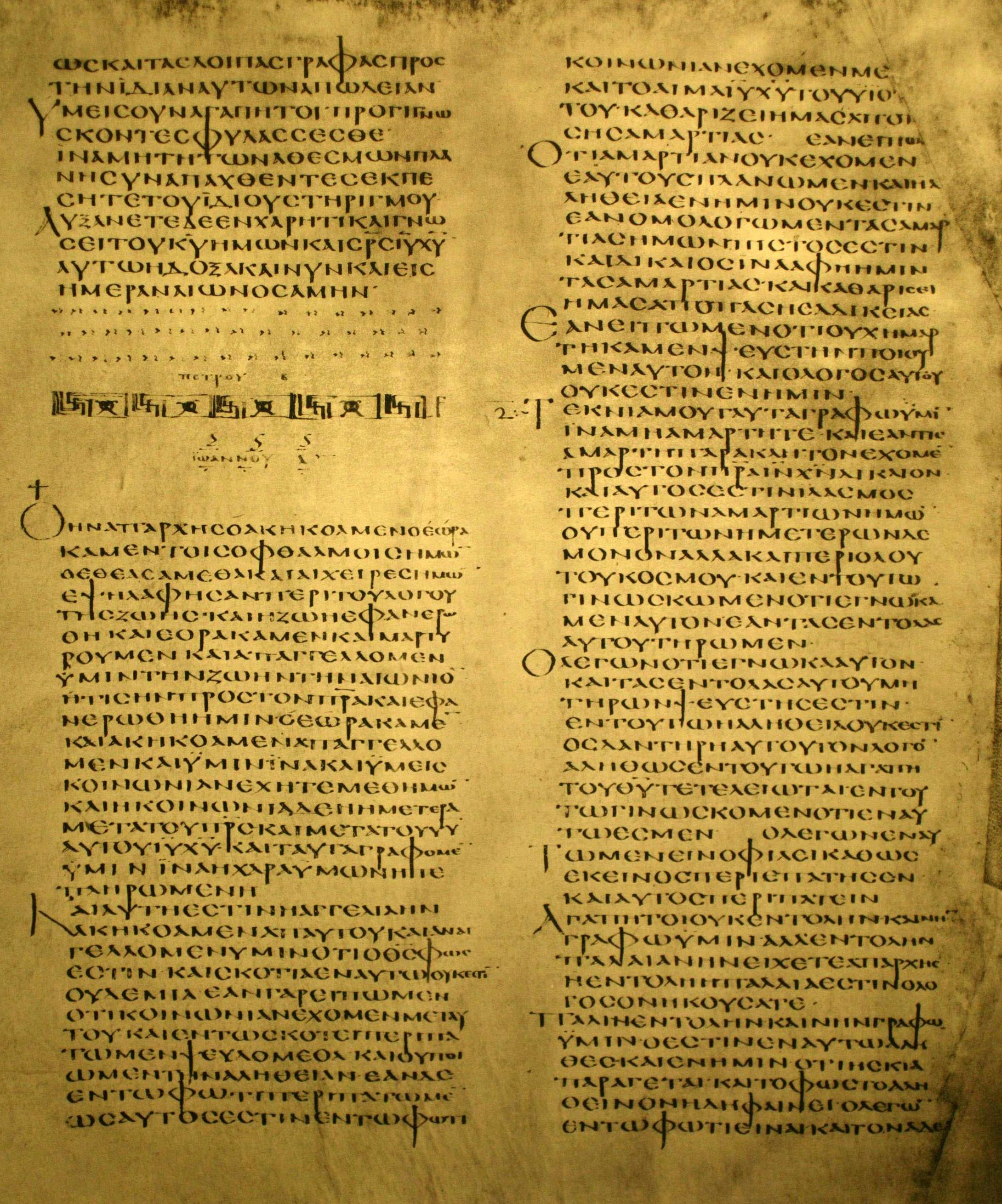
アレクサンドリア写本の『ペトロの手紙二』末尾と『ヨハネの手紙一』冒頭

第一書は5章から成る。手紙と呼ばれてはいるが、実際の手紙の様式（差出人、宛先の記載など）を備えておらず、特定の個人や教会よりも広い範囲に送られたか、回章のようなものだったと考えられている。
内容には、正しい信仰、兄弟愛、罪という3つの主題が繰り返し登場する。中村和夫はそれを発展のない繰り返しと見なし、ジュディス・リュウは螺旋状に新たな要素を含んでいると見なした。相互の主題が関連しつつ繰り返される構成は、区切りの設定が難しいことをしばしば指摘されており、R・E・ブラウンは先行する36人以上の論者たちの主な区切り方を27種類に分類した。
執筆の背景にあったのはヨハネ共同体の分裂で、「彼らはわたしたちから出て行った」（2章19節）とされている。その出て行った者たちについては、「偽り者とは、だれであるか。イエスのキリストであることを否定する者ではないか。父と御子とを否定する者は、反キリストである」（2章22節）、「イエス・キリストが肉体をとってこられたことを告白する霊は、すべて神から出ているものであり、イエスを告白しない霊は、すべて神から出ているものではない。これは、反キリストの霊である」（4章2・3節）と批判されている。ここで批判されている思想は、仮現論などとの関連が指摘されている。

### ヨハネの手紙二

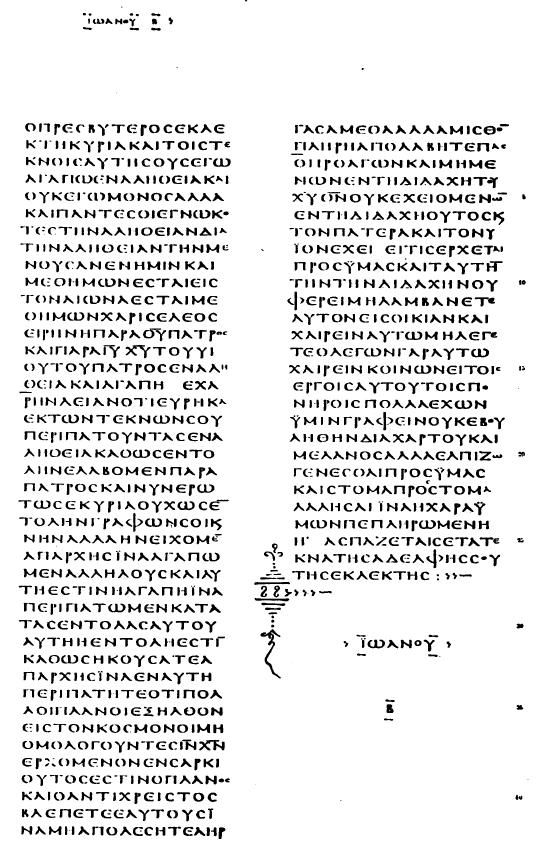
バチカン写本の『ヨハネの手紙二』

第二書は13節から成る手紙で、節単位で見た場合には聖書の中で最も短い文書である。この手紙は「選ばれた婦人とその子たち」（1節）へ宛てられている。この「婦人」は教会の比喩表現であろうと理解されることがしばしばである。
「長老」は、手紙の受取人に対しその信仰を称賛し、互いに愛し合うことの大切さを説き、偽教師に警戒するよう勧めている。偽教師は「イエス・キリストが肉体をとってこられたことを告白しないで人を惑わす者」（７節）であり、反キリストと呼ばれて厳しく批判されている。「長老」は偽教師たちに対しては、「この教を持たずにあなたがたのところに来る者があれば、その人を家に入れることも、あいさつすることもしてはいけない」（10節）と命じる。こうした命令の地域的背景として、異端の教えを説く者が巡回説教者として巡っていたのだろうと推測されている。

### ヨハネの手紙三
第三書は15節から成る手紙で、単語数でみれば聖書の中で最も短い文書である。「長老」がガイオに宛てた個人的な書簡で、福音を説いて回る巡回伝道者を歓待していたガイオの振舞いを賞賛しつつ、歓待を拒否するディオトレフェスを批判している。また、正しい人物としてデメトリオの名が挙げられている。
短い個人的な手紙という性質上、ガイオ、ディオトレフェス、デメトリオという3人の登場人物についても、詳しいことは書かれておらず、さまざまな説が存在している。ただ、いずれにしても、巡回説教者の影響力が低下し、地域に定着した監督者の影響力が強まっていく教会制度の過渡期の様子を伝えるものとして見なされている。

## 正典化
ヨハネ書簡のうちで最も早くから言及されたのは第一書で、ポリュカルポスによる言及は、一連のヨハネ書簡の推定成立年代の下限としても利用する者がいる。ほか、エウセビオスによれば、パピアスも第一書を引用していたという。
エイレナイオスはその『異端駁論』（180年頃）において、第一書と第二書から引用しているが、第一書と第二書を区別していないし、第三書は引用していない。
テルトゥリアヌスも第一書は確実に引用しており、第二書からの引用の可能性のある箇所も存在している。
いわゆる『ムラトリ正典目録』（2世紀末から3世紀初頭）では、ヨハネ書簡は「2通」とされている。具体的にどの書簡であるかが明言されているわけではないが、第一書と第二書を指し、第三書は言及されていないものと受け止められている。
3世紀には西方系ではノウァティアヌス、キプリアヌスらが第一書にのみ言及しており、4世紀のカリアリのルキフェルが第一書・第二書に言及し、近い時期の『アンブロシアステル』（アンブロシウス偽書）は3書簡全てに言及している。さらにその後、ヒエロニムスも3書簡全てを挙げており、アウグスティヌスは3書簡全てを聖書として位置づけている。東方系では3世紀には3書簡全てへの言及が見られるが、オリゲネス、エウセビオスらは真作あるいは公認書として第一書に言及する一方、「疑わしい書」として第二書・第三書に言及している。
現在の新約聖書27文書が正典とされたのは、アレクサンドリアのアタナシオスの『第三十九復活祭書簡』（367年）が最初とされている。この決定はヒッポ会議（393年）、カルタゴ会議（397年）などで追認された。第三書の短さは、その言及が他の正典文書よりも遅れたことや権威につきまとった疑念を説明する一因である。つまり、初期のキリスト教著述家たちには、そこから引用する理由がなかったというだけかもしれないのである。
他方、シリアの教会では、5世紀初頭に新約部分が成立したシリア語訳聖書（ペシタ訳）の時点でも、ヨハネ書簡は第一書しか含まれていなかった。その後、508年に成立したシリア語訳であるフィロクセノス訳にて3書簡全てが含まれ、616年の改訂版（ハルケル訳）でも踏襲された。

### 古写本
ヨハネ書簡は、新約聖書の多くの古写本に収録されている。ギリシア語のいわゆる「大文字写本」の中でもエフラエム写本は第一ヨハネ書の1章1節から4章2節とともに、第三ヨハネ書3節から15節を保存するに留まるが、シナイ写本、アレクサンドリア写本、バチカン写本はヨハネ書簡を3通全て収録している。ベザ写本（ギリシア語本文とラテン語の対訳）では公同書簡の大半が失われており、第三ヨハネ書も11節から15節のラテン語訳が保存されているだけである。ギリシア語写本以外だと、前述のようにシリア語のペシタ訳には載っていないが、フィロクセノス訳には3書簡とも収録されている。3世紀のコプト語訳、4世紀に遡るラテン語訳のヴルガータおよび5世紀のアルメニア語訳、エチオピア語訳の写本には、いずれも3書簡全てが収録されている。

## 研究史
ヨハネ書簡については、古来、著者問題への関心が強かった。また、3書簡の中では、分量的にも内容的にも他の2書簡よりも充実している第一書が注目された。中世では第一書が重視される一方、第二書・第三書はそれより劣る評価しか与えられないこともあった。
マルティン・ルターは第一書をヨハネ福音書、パウロ書簡のローマ書・ガラテヤ書・エフェソ書、そして第一ペトロ書とともに、「たといあなたがかつてそのほかの書物や教を見もせずききもしなかったとしても、あなたにキリストを示し、あなたにとって知る必要のあるしかも祝福をもたらすに足るすべてを教える」と位置づける一方で、第二書・第三書については、「まだキリストを前進させるところのある」文書と、一段低い評価しか与えていなかった（その下に来るのが「藁の書」とされたヤコブ書、「無益」とされたユダ書などである）。
ジャン・カルヴァンは第一書を「使徒ヨハネの精神を真にあらわしたものであって、わたしたちをキリストと親しく結ぼうとするもの」として、公同書簡の注解書で採り上げたが、第二書・第三書については一切触れなかった。それは当時の慣例に従ったものであったという。
現代においても、神学に関する「基本書中の基本書」とされるギュンター・ボルンカムの『新約聖書』では、第一書について概説される一方、第二書については第一書に比べて「何ら新しいものをもたらさない」として説明が省かれている（第三書に至っては概説を省いた理由提示すらない）。他方で、第二書・第三書については、20世紀以降、初代教会の発展史という観点からの再評価が行われている。

## 日本語訳聖書
プロテスタントによる最初の日本語訳聖書は、カール・ギュツラフのものとされる。彼が最初にシンガポールで刊行したのが『約翰福音之伝』と『約翰上中下書』で、いずれも1837年の刊行であったと推測されている。「約翰」はヨハネの音訳であり、前者はヨハネ福音書、後者はヨハネ書簡3通の翻訳である。ただし、前者はヘボンの来日時（1859年）に持参されたのに対し、後者が当時の日本に持ち込まれることはなかった。